# KamiErabi God.app
KamiErabi God.app (カミエラビ, Kamierabi) est une série télévisée anime japonaise. Créé par Yoko Taro, produite par Unend et réalisée par Hiroyuki Seshit. La série devrait être diffusée en première sur le bloc de programmation +Ultra de Fuji TV en octobre 2023.

## Prémisse
Les lycéens s'affrontent dans une bataille royale pour avoir la chance de devenir un dieu.

## Production et sortie
La série est annoncée lors de la Fuji TV Anime Lineup Presentation 2023 le 22 mars 2023. Elle est créée par Yoko Taro et produite par Unend, avec Hiroyuki Seshita à la réalisation, Jin écrivant les scénarios, Atsushi Ōkubo concevant les personnages et Monaca composant la musique. Sa première est prévue sur le bloc de programmation +Ultra de Fuji TV le 5 octobre 2023,. La chanson thème d'ouverture, « Scrap & Build », est interprétée par Elaiza tandis que la chanson thème de fin, « Bleed My Heart », est interprétée par Alisa. Crunchyroll autorise la diffusion de la série en dehors de l'Asie.